# Angebot (Recht)
Das Angebot (rechtlich: Antrag) bezeichnet eine empfangsbedürftige Willenserklärung, die alle vertragswesentlichen Bestandteile umfasst und durch die einem anderen der Vertragsschluss so angetragen wird, dass das Zustandekommen des Vertrages nur noch von dem Einverständnis des Empfängers abhängt. Gibt der Empfänger des Angebots seinerseits eine wirksame Willenserklärung zur Bestätigung ab, wird von der Annahme gesprochen, §§ 145 f. BGB.
Die Einigung der Parteien über die Herbeiführung bestimmter erstrebter Rechtsfolgen durch Angebot und Annahme (übereinstimmende Willenserklärungen) sind Voraussetzungen des Vertragsschlusses. 

## Übereinstimmende Willenserklärungen
Ein Angebot muss so bestimmt sein, dass der Empfänger dieses durch ein einfaches „Ja“ annehmen kann. Daher muss es zumindest die wesentlichen Bestandteile des Vertrags (essentialia negotii) beinhalten. Diese sind die Vertragsparteien, sowie die (Haupt-)Leistungspflichten. Möglich ist auch eine schrittweise verbindliche Einigung über die einzelnen vertragstypischen Punkte. Eine Partei kann sich grundsätzlich gemäß §§ 164 ff. BGB vertreten lassen.
Ist der Vertragspartner nicht bestimmt, liegt regelmäßig kein Angebot, sondern nur eine Aufforderung zur Abgabe eines Angebots (invitatio ad offerendum) vor; klassische Beispiele hierfür sind Schaufensterauslagen oder Zeitungsanzeigen. Eine Annahme ist hier nicht möglich. Die Gegenseite kann lediglich ein eigenes Angebot abgeben. Ausnahmsweise kann aber auch in einem solchen Fall ein Angebot gegeben sein, wenn sich dieses erkennbar an unbestimmte Personen richtet (offerta ad incertas personas); klassisches Beispiel hierfür ist das Aufstellen von Warenautomaten. Regelmäßig steht ein solches Angebot aber unter der Bedingung, dass die Ware noch vorrätig ist.
Im Ricardo-Urteil schloss sich der BGH den Ausführungen des Berufungsgerichts an, wonach die Freischaltung der Angebotsseite auf einer Internet-Plattform durch den Verkäufer keine invitatio ad offerendum darstelle, sondern bereits ein rechtsverbindliches Verkaufsangebot, das der Käufer durch sein Höchstgebot annehme.
Ein Angebot ist, sofern nichts anderes bestimmt ist, mit seinem Zugang beim Empfänger bindend, die zeitlich allerdings nicht unbegrenzt. Bei anwesenden Personen (beispielsweise einem Verkaufsgespräch) ist das Angebot sofort anzunehmen oder abzulehnen (§ 147 BGB), eine spätere Annahme ist nicht möglich, da das Angebot schon unwirksam geworden ist (§ 146 BGB). Der Interessent kann im Nachhinein lediglich wiederum ein Angebot abgeben. Bei abwesenden Personen gilt eine angemessene Frist.
Von wem das Angebot ausgeht, ist gleichgültig. Die zeitlich frühere Erklärung gilt als Angebot. Das Angebot wird mit Zugang der Erklärung beim Angebotsempfänger wirksam (§ 130 BGB). Bei der Befristung eines Antrags muss die Annahme innerhalb der Frist erfolgen (§ 148 BGB). Die verspätete Annahme eines Antrags gilt als neuer Antrag (§ 150 Abs. 1 BGB).

## Notwendiger Erklärungsinhalt
Für Verpflichtungsverträge gilt das Gebot von Mindestinhalten. Bei gesetzlich geregelten Vertragstypen gilt für das Angebot, der jeweils geregelte Mindestinhalt (beispielsweise für den Kaufvertrag der Inhalt des § 433 BGB). Für das Angebot und die Annahme bei atypischen Verträgen müssen sich die Parteien über das Pflichtenprogramm wie die Leistung und gegebenenfalls Gegenleistung selbstständig einigen. Das Angebot sollte bei Offenlassen eines erforderlichen Punktes der Vertragsgestaltung zumindest einen Bestimmungsmodus festlegen.
Für abstrakte Rechtsgeschäfte gilt, dass der gesetzlich festgelegte Inhalt beachtet wird, so beispielsweise bei Verfügungsgeschäften gemäß §§ 929 ff. BGB oder Forderungsabtretungen gemäß § 398 BGB. 
Angebote sind im Regelfall formfrei, so dass sie mündlich, schriftlich, fernschriftlich oder per E-Mail zum Ausdruck gebracht werden können. Besteht Formzwang, ist dieser einzuhalten, so etwa bei der Beurkundung eines Grundstückskaufvertrages.

## International
In der Schweiz ist der Antrag zum Abschluss eines Vertrages in den Art. 3 ff. OR geregelt. Die Gebundenheit an den Antrag bis zum Ablauf einer Frist ergibt sich aus Art. 3 OR. Unter Anwesenden ist gemäß Art. 4 OR sogleich anzunehmen, das gilt auch für telefonische Anträge. Nach Art. 6a OR ist die Zusendung unbestellter Sachen kein Antrag. Anders als in Deutschland ist die Auslage von Waren mit Preisangabe nach Art. 7 OR ein Antrag. In Österreich heißt der Antrag gemäß § 861 ABGB „Versprechen“, das durch Annahme zum Vertrag führt. Das Versprechen (Antrag) muss nach § 862 ABGB innerhalb der vom Antragsteller bestimmten Frist angenommen werden. In Ermangelung einer solchen muss der einem Anwesenden oder mittels Fernsprechers von Person zu Person gemachte Antrag sogleich angenommen werden. Das Behalten, Verwenden oder Verbrauchen einer Sache, die dem Empfänger ohne seine Veranlassung übersandt worden ist, gilt nicht als Annahme eines Antrags (§ 864a Abs. 2 ABGB).
Im Common Law unterliegt das Angebot (englisch offer) keinerlei Bindungswirkungen, weil nach der Consideration-Lehre eine bindende Verpflichtung nur dann besteht, wenn der Berechtigte seinerseits bereits eine Gegenleistung erbracht hat oder verspricht, die Verpflichtung in einer Urkunde (englisch deed) festzuhalten. Die invitatio ad offerendum ist als englisch invitation to treat bekannt. In § 2-205 Uniform Commercial Code ist für den Handelskauf vorgesehen, dass eine als bindend bezeichnete schriftliche Offerte drei Monate unwiderruflich ist. Das UN-Kaufrecht geht in Art. 16.1 zwar davon aus, dass Angebote widerruflich sind; doch sind nach Art. 16.2 UN-Kaufrecht Angebote bindend bei einer Frist oder wenn in anderer Weise die Unwiderruflichkeit zum Ausdruck kommt.
Im französischen Recht schweigt der Code civil (CC) zu Fragen etwa hinsichtlich der Bindung an das Vertragsangebot (französisch offerte), der Widerruflichkeit der Offerte, des Zeitpunkts und des Ortes des Vertragsschlusses zwischen Abwesenden oder der Konsequenzen einer verspäteten oder abgeänderten Annahme. Diese Gesetzeslücken sind durch die Rechtsprechung des Cour de cassation weitgehend ausgefüllt worden. Nach Art. 1108 CC ist ein Vertrag gegenseitig (französisch commutatif), wenn jede Partei sich bereit erklärt, der anderen Partei einen Vorteil zu gewähren, der dem ihrer Gegenleistung gleichkommt. Der Vertrag ist einvernehmlich, wenn er durch den bloßen Austausch von Zustimmungen unabhängig von der Art des Ausdrucks gebildet wird (Art. 1109 CC). Grundsätzlich kann jede Offerte bis zu ihrer Annahme widerrufen werden. Es kann aber sein, dass der Offerent gemäß Art. 1382 CC aus unerlaubter Handlung wegen Rechtsmissbrauchs (französisch abus d'un droit) haftet. Gemäß Art. 1589 CC ist das Verkaufsversprechen ein Verkauf, wenn beide Parteien der Sache und dem Preis gegenseitig zustimmen. Im italienischen Art. 1328 Codice civile ist die unbefristete Offerte zwar widerruflich; hat jedoch ihr Adressat bereits gutgläubig disponiert, so bekommt er einen Schadenersatzanspruch zugesprochen.